# Giorgio Bonelli
Giorgio Bonelli (Vicoforte, 5 luglio 1724 – Roma, 1803) è stato un botanico e medico italiano.

## Biografia
Giorgio Bonelli nacque a Vicoforte, presso Mondovì, nel 1724 e lì compì i primi studi. In seguito, vinta una borsa di studio presso il Collegio delle province di Torino, conseguì la laurea in medicina, dopo la quale rientrò a Mondovì dove iniziò ad esercitare la professione medica.
Seppur impegnato ad esercitare la professione, Bonelli non abbandonò la sua passione per la botanica, tanto è vero che, già durante il periodo di studio torinese, approfondì la materia sotto la guida di Giovanni Bartolomeo Caccia (primo direttore dell'Orto botanico di Torino) e intrattenne rapporti di amicizia epistolare con Carlo Allioni e Giulio Pontedera.
Rimasto vedovo prematuramente, Bonelli decise di trasferirsi a Roma, spinto dal desiderio di inserirsi in un più vivo dibattito scientifico e lì iniziò ad esercitare, solo dopo aver guarito un illustre personaggio (di cui non è nota l'identità), acquisì notorietà negli ambienti dell'alta nobiltà romana e dell'alto clero.
Nel 1757 vinse il concorso come lettore di medicina pratica presso l'Università della Sapienza; la docenza previde anche l'insegnamento di nozioni di chimica e farmacologia. Il suo posizionamento accademico come lettore risultò inviso a molti partecipanti alla selezione che si evidenziarono in diverse occasioni, tra cui la controversia tra Bonelli e Giovanni Battista Bassani per l'utilizzo del sublimato di mercurio. Tra i due si accese una forte polemica, che vide, per la notorietà e le vaste aderenze dei due contendenti, una grande risonanza negli ambienti medici e una vasta pubblicazione di libelli e brevi pubblicazioni che si schieravano su due fronti.
La notorietà del Bonelli continuò a crescere tanto che venne eletto membro del Collegio degli archiatri e fu a più riprese protomedico pontificio.
La data della morte è incerta: per molto tempo venne collocata poco dopo la sua ultima opera, ma si ritiene che si debba posizionare nel 1803 e che la sua ultima opera sia stata pubblicata postuma. Fu sepolto a Roma, nella chiesa di San Marco.

### Esperienze botaniche
Nel 1770 circa due librai ed editori francesi residenti a Roma, Bouchard e Gravier, progettarono di stampare un catalogo illustrato sistematico delle piante dell'Orto botanico di Roma e chiesero al Bonelli di assumere la direzione scientifica dell'opera, mentre la parte illustrativa venne commissionata a Liberato Sabati, custode dell'Orto medesimo.
Bonelli, onorato, accettò l'invito e scrisse, nel primo volume, un'introduzione ricca e densa, volta a fornire un panorama sullo stato di sviluppo della botanica e sulle relazioni dei vari sistemi di classificazione.
Di formazione e aderente al sistema classificatorio di Tournefort, Bonelli lo adottò per la stesura del catalogo, in quanto lo reputava più adatto all'apprendimento. 
Il sistema di Tournefort, fondato esclusivamente sull'osservazione e la catalogazione della forma della corolla, era ormai superato dalla classificazione di John Ray, che invece introduceva, già alla fine del Seicento, la fondamentale distinzione tra Monocotiledoni e Dicotiledoni.
Data la consapevolezza della arretratezza del sistema Tournefort, Bonelli sostenne la sua opinione elencando i giudizi positivi di alcuni tra i più notevoli botanici del secolo, quali il Boerhaave, Royen e lo stesso Linneo.
Adottò anche la nomenclatura del sistema Tournefort, ma in fondo al catalogo fece seguire, per ogni pianta, le denominazioni adottate da altri autori, ponendo in margine il motivo di quei rari casi in cui si discosta dalla nomenclatura del botanico francese.
Per motivi ignoti, la direzione dell'opera - pubblicata in otto volumi, l'ultimo dei quali del 1793 - fu lasciata da Bonelli, subito dopo il primo volume, a Nicola Martelli, docente di botanica alla Sapienza, il quale diede un carattere più linneano, giustificando il mutamento di indirizzo in una introduzione premessa al secondo volume.

## Opere
- Illustrissimi Domini Equitis Diell Morbus, Obitus, et Cadaveris sectio, Roma, 1762.
- Risposta di Giorgio Bonelli alla dimostrazione apologetica del eccellentissimo signor dottore Gio. Battista Bassani,... sottoposta al giudizio della Facolta' medica di Roma. Parte prima, Roma, 1762
- Lettera dell'eccellentissimo sig. dottor Giorgio Bonelli pubblico lettore di medicina nella Sapienza di Roma al molto reverendo padre Urbano Tosetti delle s. p. rettore del collegio nazareno la quale era destinata per prefazione alla prima parte della risposta alla dimostrazione apologetica dell'eccellentissimo sig. dottore filosofo, e medico romano Gio. Battista Bassani, Roma, 1763
- (LA) Hortus romanus, Roma, Bouchard & Gravier, 1772.
- Memoria intorno all'olio di ricino volgare dedicata all'Emo,_e Rmo Sig. Cardinale D. Pasquale Acquaviva d'Aragona da Giorgio Bonelli... Aggiuntivi due opuscoli sulla stessa materia, l'uno del Signor Canvane, e l'altro del Signor Hungerbyhler, Roma, 1782.